# Jenny Oldfield
Jenny Oldfield er en engelsk børne- og ungdomsbogs forfatter, som er født i Harrogate, England og for nuværende, 2009, bosiddende i Yorkshire, England.
Oldfield skriver under forskellige pseudonymer, blandt andet Jasmine Oliver, Donna King, Kate Fielding, Kate Pennington og Lucy Daniels.
Oldfields første roman oversat til dansk er bogen Hvem tager sig af mig?

### Dansk
- Hvem tager sig af mig?, 1994
- Forlænget spilletid, 2000
- Offside, 2002
- Lysende Stjerne, 2007
- Sølvtåge, 2007
- Stjerner i øjnene, 2007
- Sommerskygger, 2007
- Morgengry, 2007
- Blå sommer, 2007
- Sølvmåne, 2007
- Midnatssne, 2007
- Nordstjerne, 2008
- Tåge fra havet, 2008

## Ekstern henvisning
- Jenny Oldfields hjemmeside Arkiveret 13. september 2017 hos  Wayback Machine